# Justina Tiana Eyakpobeyan
Justina Tiana Eyakpobeyan (* 26. September 2006) ist eine nigerianische Leichtathletin, die sich auf den Sprint spezialisiert hat. Mit der nigerianischen 4-mal-100-Meter-Staffel siegte sie 2024 bei den Afrikaspielen sowie im selben Jahr bei den Afrikameisterschaften in Douala.

## Sportliche Laufbahn
Erste internationale Erfahrungen sammelte Justina Tiana Eyakpobeyan im Jahr 2023, als sie bei den U18-Afrikameisterschaften in Budapest in 11,55 s die Silbermedaille im 100-Meter-Lauf gewann und sich über 200 Meter in 23,60 s die Bronzemedaille sicherte. Im August gewann sie bei den Commonwealth Youth Games in Port-of-Spain in 11,29 s die Silbermedaille über 100 Meter und schied mit 23,90 s im Halbfinale im 200-Meter-Lauf aus. Kurz darauf kam sie bei den Weltmeisterschaften in Budapest mit der nigerianischen 4-mal-100-Meter-Staffel nicht ins Ziel. Im Jahr darauf belegte sie bei den Afrikaspielen in Accra in 11,60 s den fünften Platz über 100 Meter und siegte mit der Staffel in 43,05 s gemeinsam mit Olayinka Olajide, Moforehan Abinusawa und Tobi Amusan. Im Mai sicherte sie dem nigerianischen Team bei den World Athletics Relays in Nassau einen Startplatz bei den Olympischen Spielen in Paris und im Juni siegte sie mit der Staffel in 43,01 s gemeinsam mit Tima Godbless, Olayinka Olajide und Tobi Amusan bei den Afrikameisterschaften in Douala. Im August verpasste sie bei den Olympischen Sommerspielen in Paris mit der Staffel mit 42,70 s den Finaleinzug und anschließend belegte sie bei den U20-Weltmeisterschaften in Lima in 11,63 s den siebten Platz über 100 Meter und wurde mit der Staffel im Vorlauf disqualifiziert.

## Persönliche Bestleistungen
- 100 Meter: 11,24 s (+0,7 m/s), 1. Juni 2024 in Lagos
- 200 Meter: 23,53 s (0,0 m/s), 6. Juli 2023 in Benin City